# 踏實外交

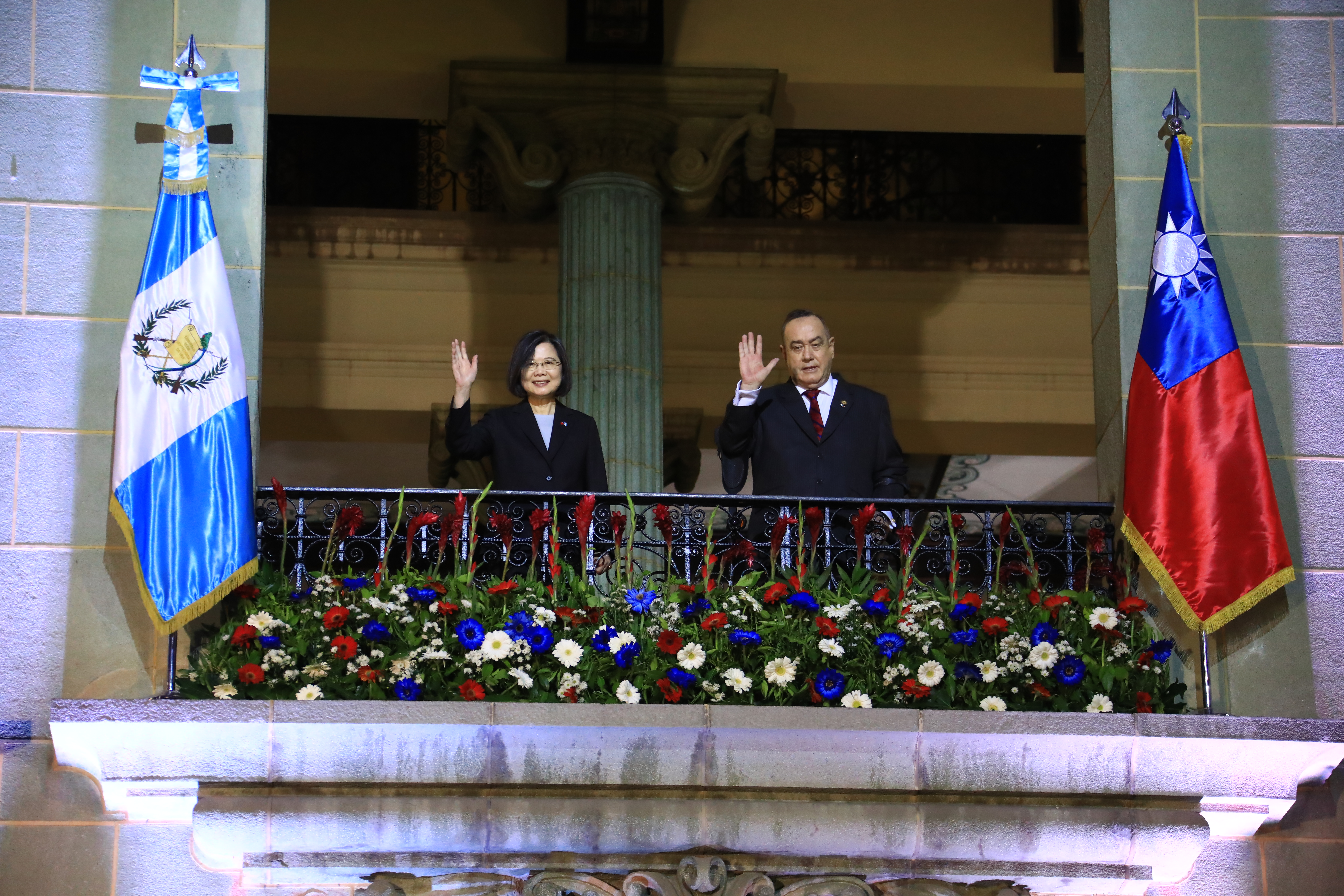
「民主夥伴共榮之旅」總統蔡英文於瓜地馬拉國家宮迎賓儀式與瓜國總統賈麥岱一同揮手致意

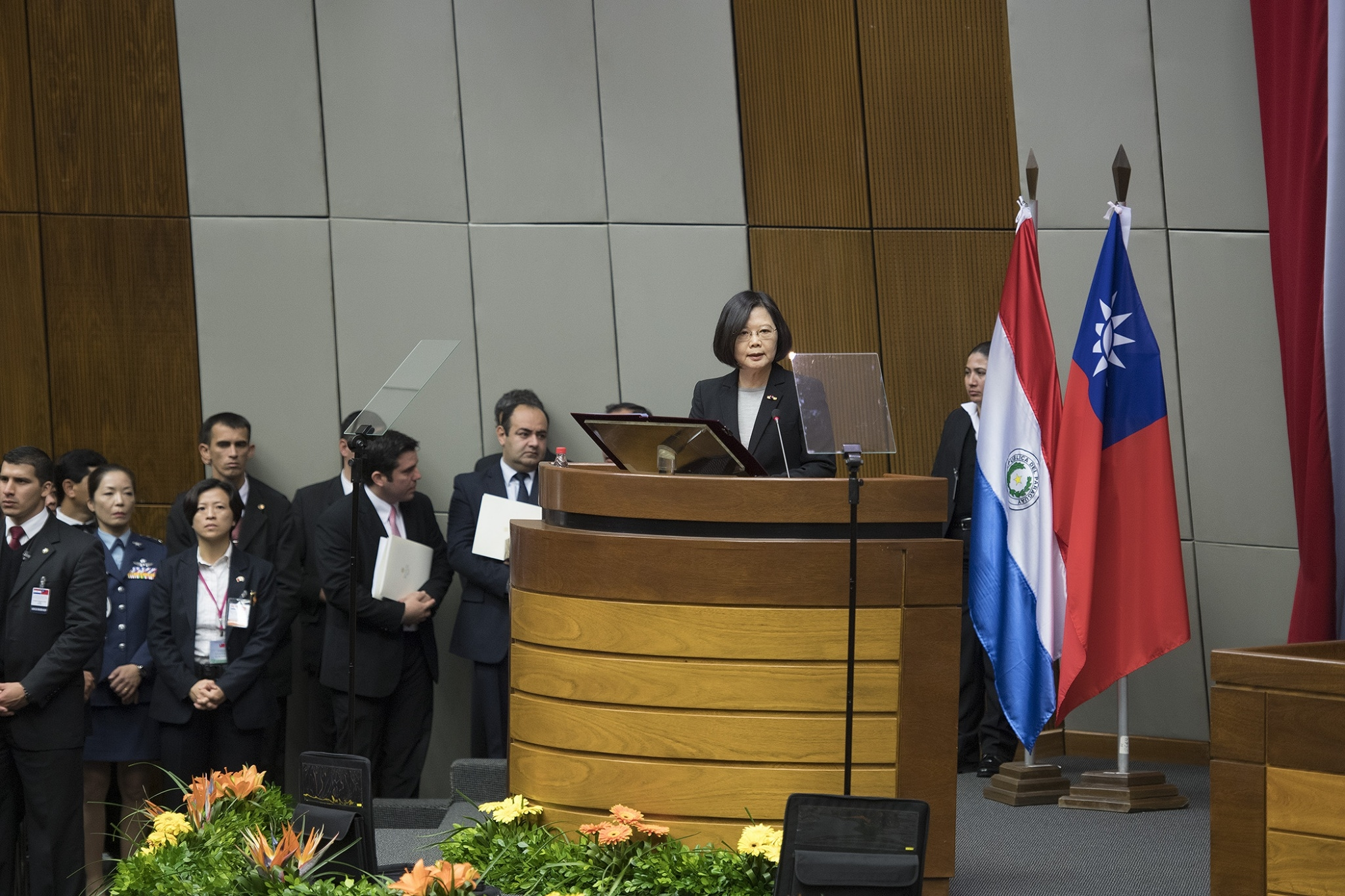
「英翔專案」總統蔡英文於巴拉圭國會發表演說

踏實外交是第14~15任中華民國總統蔡英文於2016年當選後提出的外交政策，用以取代馬英九時期的活路外交。其主要內涵為以互惠互利的方式發展雙邊關係，並加深與民主國家之間的交流，建立「民主同盟」的概念。

## 概念內涵

### 民主同盟
中華民國外交部在2016年7月蔡英文總統首次出訪的「英翔專案」報告中，將其英文名稱定為，外交部長李大維並於立法院備詢時解釋其內涵為「揚棄單向援助、走向國際合作，並且加深與民主國家的交流，建立『民主同盟』」。不過，官方並不常使用此一名詞，近年僅有在外交部的年度「外交成果回顧」新聞稿中使用該詞彙，其餘大多是直接闡明其藉由民主、自由等普世價值作為與他國交往之基礎，顯示出價值觀外交的傾向特徵。

### 雙重承認
2023年初洪都拉斯宣布與臺灣斷交並轉向北京後，時任外交部長吳釗燮表示「有關其他跟非邦交國的交往，不排除任何狀況」，被普遍解讀為蔡政府有意正式推動「雙重承認」；雖然中華民國政府實質上不反對第三國與兩岸同時建交已行之有年，此次則是首度鬆口，加之彼時發生斐濟新政府宣布恢復駐斐濟代表處原先「中華民國（臺灣）」的名稱、以及密克羅尼西亞總統戴维·帕努埃洛自曝曾與臺灣商談建交事宜，因此輿論普遍視之為踏實外交的新政策方針。

## 沿革發展
踏實外交在蔡英文的第一個任期內成果有限，主要是當時世界的格局仍處於全球化時代後期，並未形成民主與獨裁陣營間的對立，因此國際間仍然是以現實主義作為推動外交的依據，而在兩岸關係不佳的情況下，整體局勢對臺灣並不利。不過，由於欧洲國家普遍視俄罗斯為潛在威脅，俄國與西方世界愈趨緊張的同時，中國的友俄態度使得歐洲開始對北京心生警戒；加之美中貿易戰開打和戰狼外交的負面效應，世界逐漸形成新冷戰的態勢，替以價值觀為導向的踏實外交創造了相當大的發揮空間。也因此，蔡政府於2020年代初期在外交上頗有斬獲，其中又以中东欧地區的幾個前蘇聯國家最為響應，包括立陶宛、波兰、捷克和斯洛伐克等國。
與過去相比，以往中華民國政府強調的是經濟上的實惠及國際空間的擴張，對於其他的國際爭議通常持謹慎態度，以避免涉入紛爭；但踏實外交在蔡政府第二個任期的實踐開始將價值觀要素提升至經濟利益之上，不僅在政治上主動選邊站，更是積極響應與盟友間的聯合行動，頗有脫鉤全球一體的市場、呼應華府打造乾淨供应链的味道。例如2022年俄羅斯入侵烏克蘭，蔡政府即跟隨美国、南韓等國的腳步，迅速宣布對俄實施制裁。

## 具體成果

### 美國
美国一直以來都是臺灣最重要的盟友，兩國政府亦在各領域項目長期維持合作，也不時有人員互訪。在美中對抗的格局形成後，華府政壇逐漸開始重視「民主同盟」的概念，在與臺灣的交往上愈來愈強調價值理念的契合及其重要性，呼應了踏實外交的精神。以下為最具代表性的幾起事例：

#### 準副總統訪美進華府

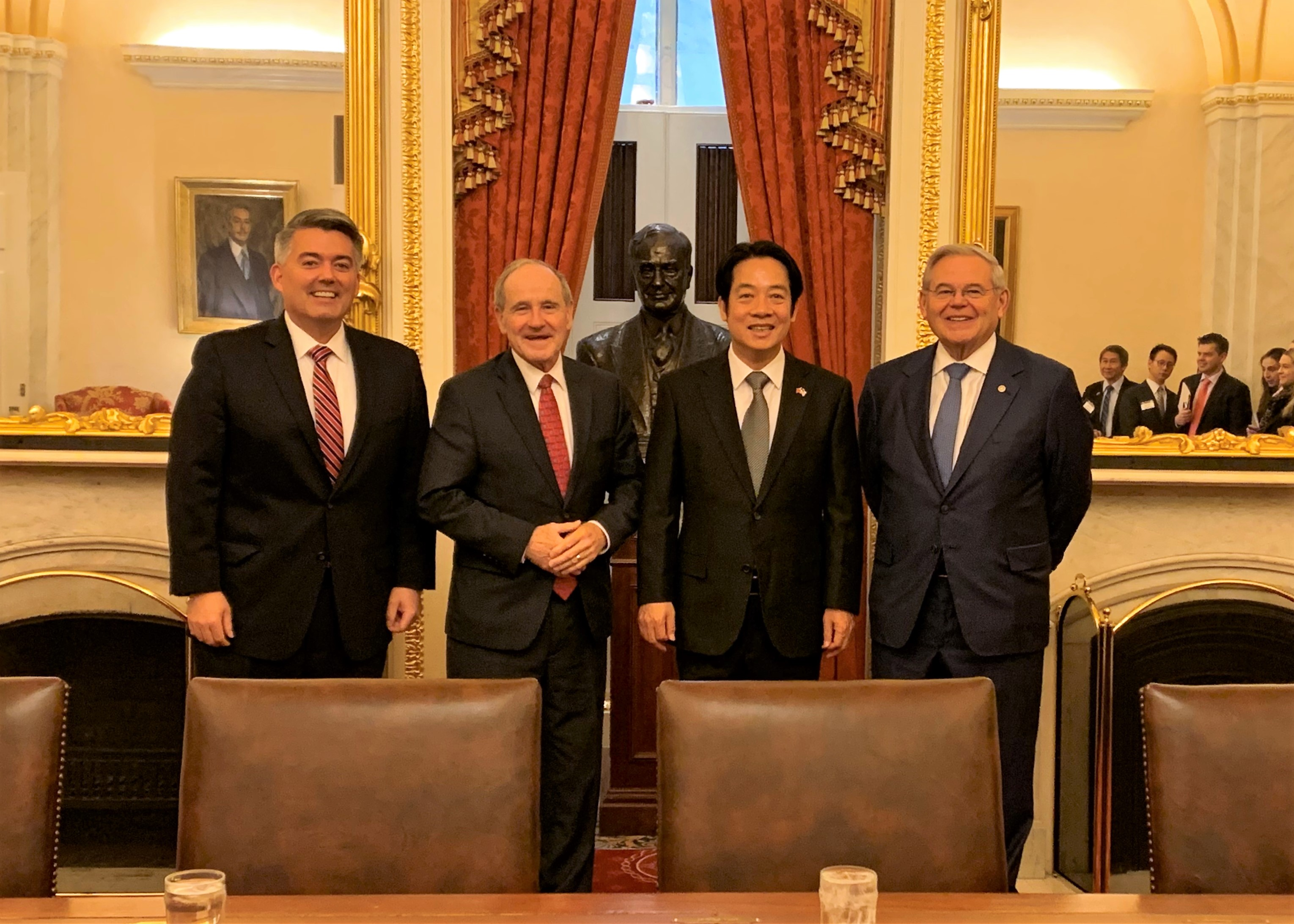
2020年2月，時任副總統當選人賴清德（右2）於國會山莊會晤美國國會議員

2020年2月，時任副總統當選人賴清德以「個人身分」訪問美國，成功踏入過去被視為正副元首、閣揆、外長及防長禁地的華府，並以「民間人士」的身份受邀參加國家祈禱早餐會，被安排與美国总统唐納·川普同台、同時也獲准進到白宮與美國官員、國會議員會晤，被視為外交上的重要突破。而時隔四年後，2024年3月時任副總統當選人的蕭美琴亦於就職前訪美，且同樣將踏入華府地區與官員會面，國務院發言人並表示臺灣準副總統訪美的行程「已是慣例」。

#### 衛生部長阿札爾訪臺

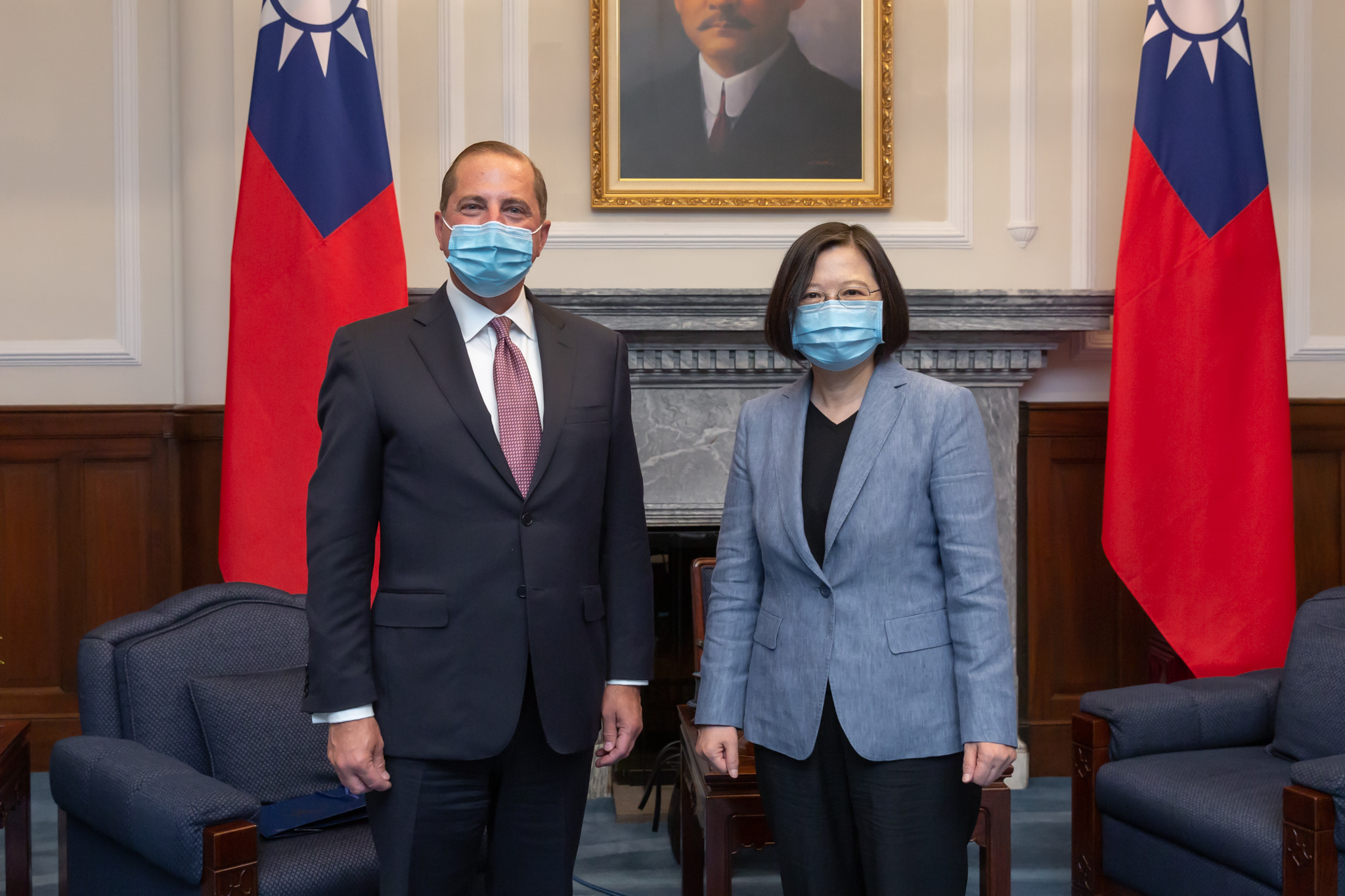
總統蔡英文在總統府接見來訪的美國衛生部長阿札爾

2020年8月9日，美国卫生及公共服务部部長亚历克斯·阿扎搭乘行政專機訪問臺灣，是台美自1979年斷交以來首位訪台的美国内阁閣員，創下訪問層級的紀錄。阿札爾此行為代表美國的正式訪問，全程由特勤局戒護；其主要行程包括會晤總統蔡英文、與衛生福利部部長陳時中連袂出席中央流行疫情指揮中心記者會並簽署《臺美醫衛合作備忘錄》，以及前往臺北賓館悼念前總統李登輝。由於當時美国总统唐納·川普正透露對世界卫生组织的不滿並表示有意退出，阿札爾在面對媒體提問時，也回應美國將考慮另外尋求組建國際性的公衛組織，並考慮與被WHO排除參與的臺灣合作。

#### 國務次卿柯拉克訪臺

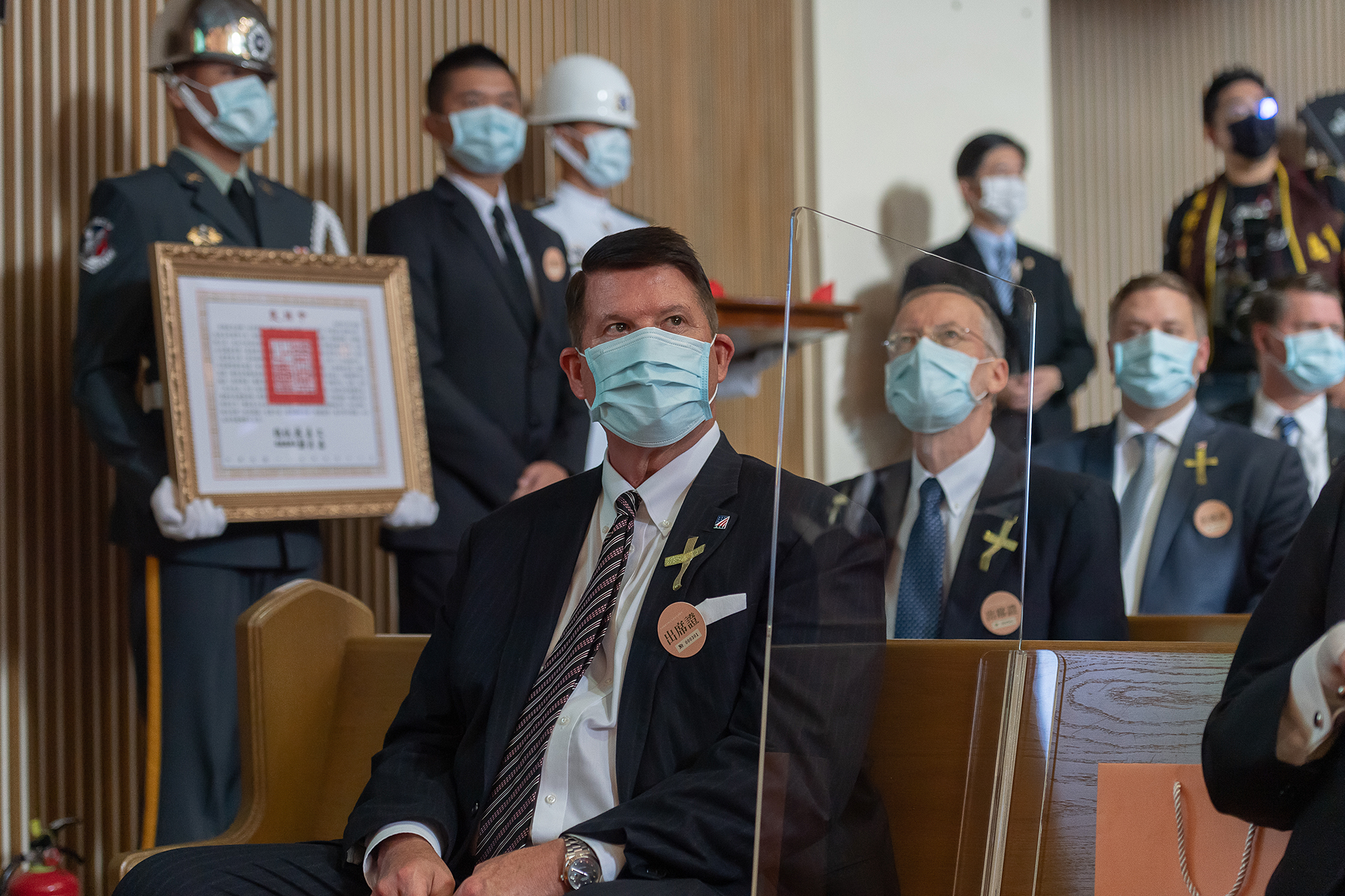
國務次卿柯拉克代表美國政府出席李登輝的追思禮拜

2020年9月17日傍晚，美国国务院經濟發展暨能源環境次卿基思·克拉奇搭乘專機抵台，代表美國政府參加前總統李登輝的追思禮拜。柯拉克是1979年台美斷交之後訪問臺灣最高層級的國務院官員，以往訪台的層級至多僅為助理國務卿，而柯拉克則是首位到訪的國務次卿。柯拉克此行除了出席国葬告別式之外，也在下榻飯店會晤行政院副院長沈榮津、經濟部部長王美花及企業代表，並受邀參與總統官邸的晚宴；有認為柯拉克此行最重要的任務即是進一步將臺灣納入「非紅色供應鏈」之內，進一步整合臺灣與其他美國盟友間的「乾淨網路」。

#### 眾議院議長裴洛西訪臺

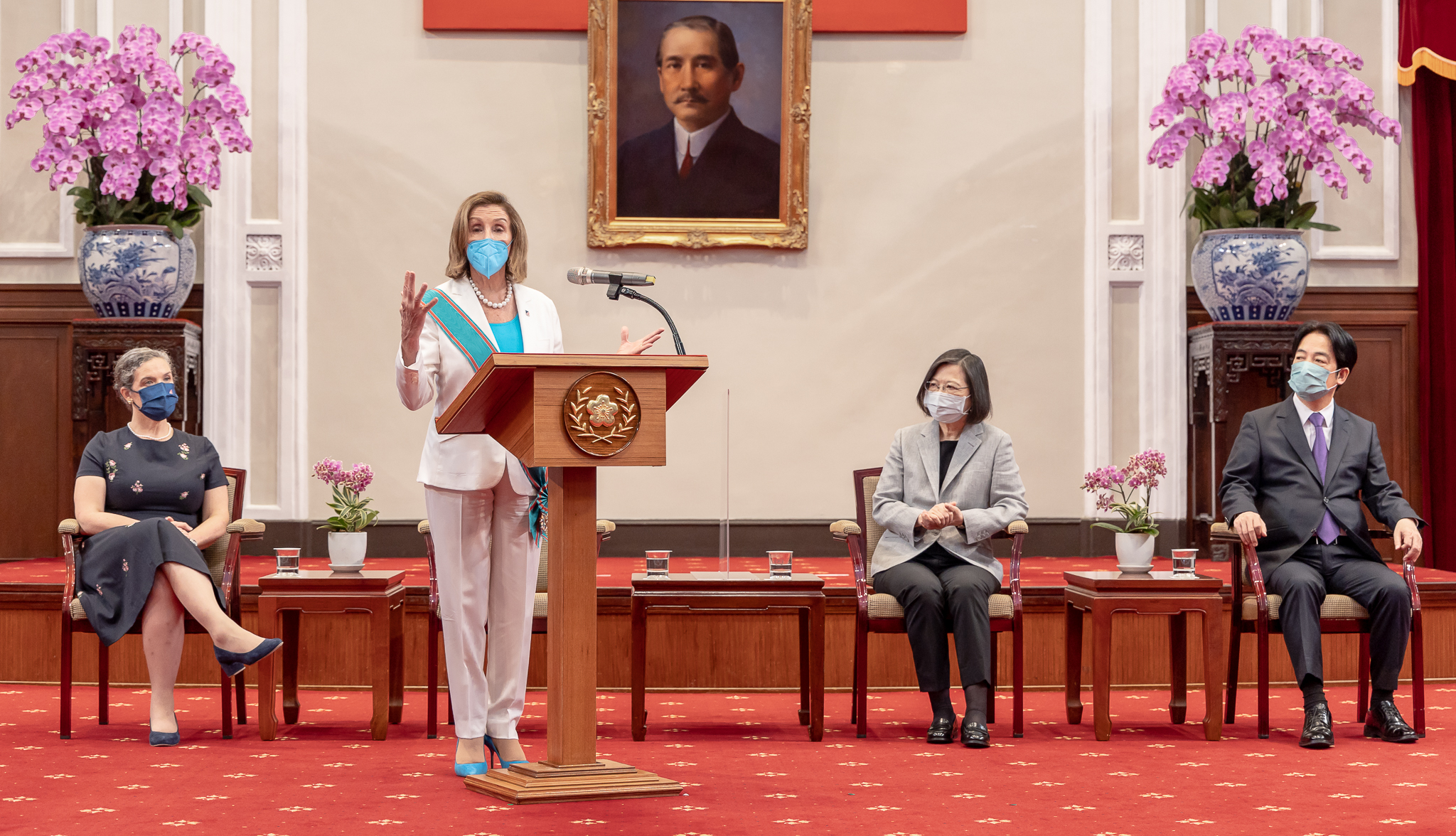
聯邦眾議院議長裴洛西在總統府大禮堂接受贈勳並發表談話

2022年8月2日晚間十時，美國聯邦眾議院議長南希·佩洛西搭乘美国空军C-40型行政專機飛抵臺北松山機場，全球主要媒體皆對此連線直播報導。眾議院議長是僅次於美国副总统的「第三號人物」，裴洛西此行為自1997年以來第二位訪問臺灣的現任議長，受到北京當局的嚴厲批判和警告，甚至傳出北京不惜以軍事手段攔劫，其出訪之時所發布的新聞稿也未見臺灣行程，因此其究竟是否訪台遂成為全球矚目焦點。最終裴洛西到訪臺灣且並未受到阻撓，其停留臺灣期間拜會了立法院，並與蔡英文總統會晤接受贈勳，也與之召開聯合記者會和出席午宴，除讚揚臺灣在防疫以及民主方面的成就之外，裴洛西更表示「美國不會遺棄臺灣」。
除了會見政要之外，裴洛西此行還特別造訪了白色恐怖景美紀念園區，並與林榮基、李明哲和吾爾開希等曾受中國迫害的人士座談。該行程由兼任國家人權委員會主任委員的監察院院長陳菊接待，陳菊在當年受審的在第一法庭裡向訪團一行介紹臺灣白色恐怖時期歷史與其親身經歷的美麗島大審判；1970年代遭關押於綠島的政治受難者陳欽生也親自擔任解說員。據報導，裴洛西此行致力於強調民主治理與人权價值，因此美方特別安排此一行程。

#### 總統過境會晤眾議院議長麥卡錫

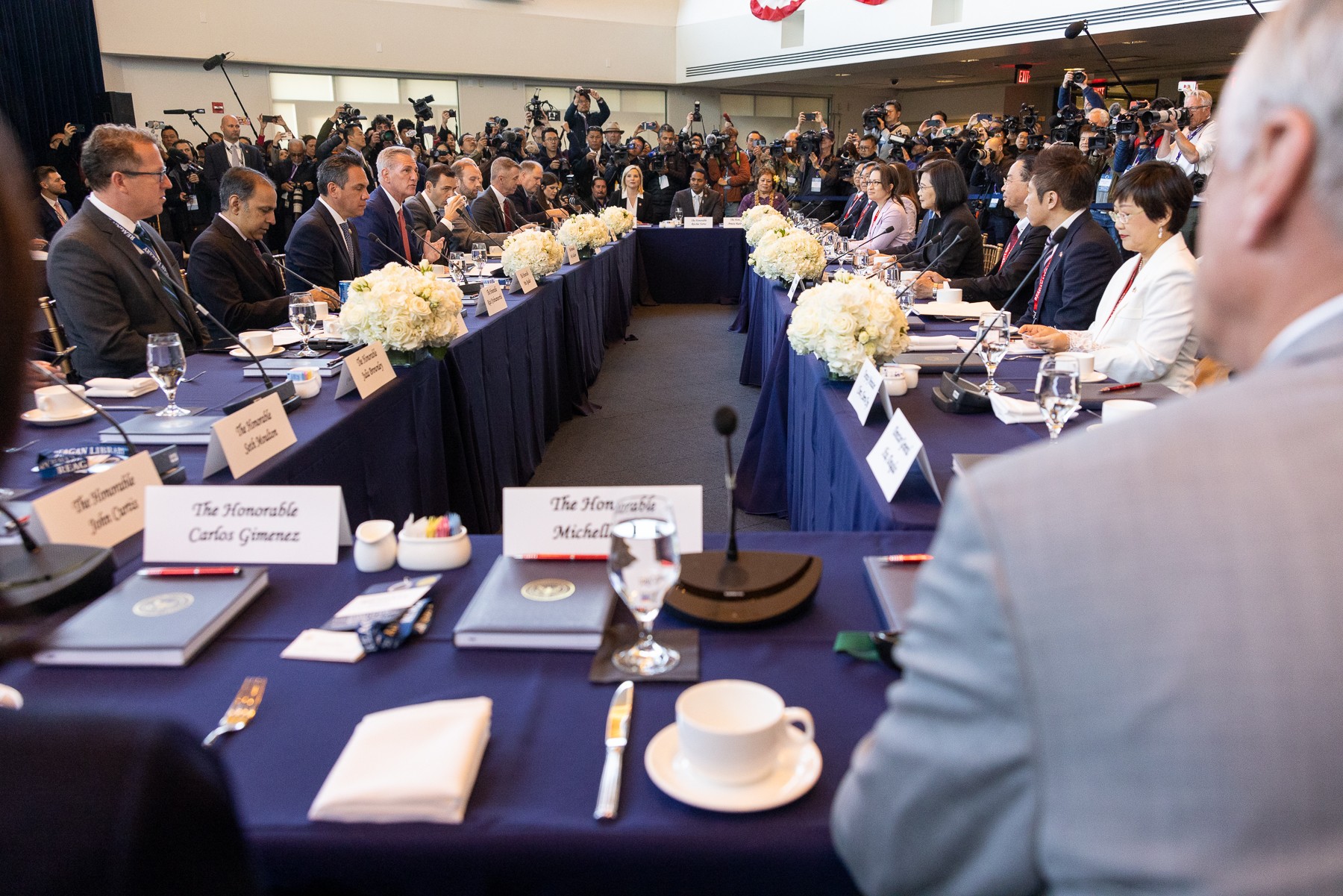
眾議院議長麥卡錫率聯邦眾議員與蔡英文訪團在雷根圖書館舉行午餐會

2023年4月，總統蔡英文啟程「民主夥伴共榮之旅」出訪友邦危地马拉與伯利兹，回程過境美國洛杉矶，與共和黨籍的新任聯邦眾議院議長凱文·麥卡錫會晤，是自1979年台美斷交以降中華民國總統過境美國獲得的最高規格待遇，也是斷交以來兩國於美國本土的最高級別交流。麥卡錫率領跨黨派眾議員與臺灣訪團舉行閉門會議與午餐會；會後蔡、麥兩人在雷根總統圖書館共同召開記者會，蔡英文表示「要維護和平，必須先強大自己」，麥卡錫則呼籲確保軍售武器如期抵台及加強台美之間的科技、貿易等領域合作，並再次強調美國將會信守義務，共享民主、人權等價值的承諾。這是繼前任議長裴洛西訪台以來，臺灣總統再次與美國有國會議長層級的接觸，輿論多視之為重大外交突破。

#### 台美21世紀貿易倡議
2023年6月1日，在歷經一年多的談判後，台美雙方於美國在台協會總部簽署了《台美21世紀貿易倡議》的第一批協定，是兩國自1979年斷交以來所簽署的第一份最完整的贸易协议，堪稱兩國經貿關係的最大進展。貿易談判事項分別由行政院經貿談判辦公室總談判代表鄧振中和美國貿易代表署貿易代表戴琪領軍，過程中雙方皆有公開、直接的接觸；該法案目前已由美国国会兩院審議通過、交由總統簽署，目前正進行第二階段的農業、勞工、環境議題談判。

### 索馬利蘭

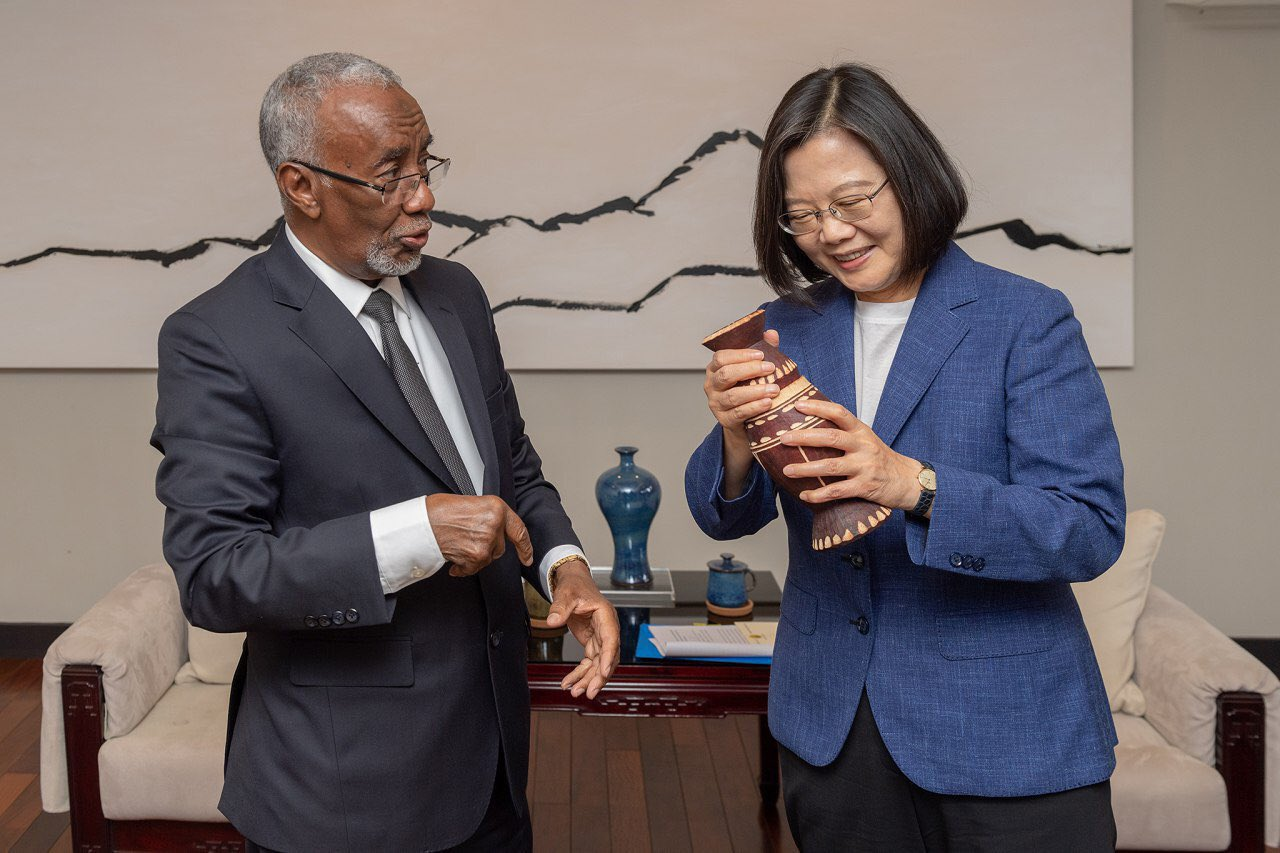
2020年2月，索馬利蘭外交部長穆雅辛秘密訪問臺灣並會見總統蔡英文

索马里兰是位於东非的有限承認國家，由於索马里聲稱對該地區擁有主權，因此未受任何國家的外交承认，處境與臺灣類似。由於索馬利蘭位處「非洲之角」，具備相當的戰略地位，2020年初中華民國政府開始與索馬利蘭政府接觸，索馬利蘭外長並在2月時密訪臺灣，簽署互相設處議定書。同年7月，台索之間的秘密接觸見報，外交部並順勢宣布將與索國互設代表處，並受到白宮國安會的支持；中华人民共和国與索馬利亞聯邦共和國則抗議侵犯主權，中國政府並緊急派遣高階外交代表前往索馬利蘭試圖阻止，但不為索馬利蘭所接受。
2020年7月，「台灣駐索馬利蘭共和國代表處」於首都哈尔格萨正式開設，是中華民國於2017年~2019年的外交危機後首度有以「臺灣」為名的駐外代表處，而同年12月「索馬利蘭共和國駐台灣代表處」亦於臺北揭牌成立；兩國雖未正式建交，但比照《維也納外交關係公約》給予對方派駐代表豁免禮遇，並相互為事實上的承認。互設館處後，兩國很快開始就農漁業、醫療衛生、邊境安全和網路執法等事項展開合作，臺灣提供索馬利蘭留學生獎學金與執法合作等項目，索馬利蘭則准許臺灣於當地開採石油，並以索國為基地拓展非洲市場。
此外，兩國也在推動民主政治方面共同合作。索馬利蘭因國內的種種因素，國會延宕十多年未改選，2021年終於順利再次舉辦國會大選，索國政府並有意藉此與動盪多年的索馬利亞對比，以民主政治的成功實施推進國際社會對於索馬利蘭的關注，與臺灣的外交政策不謀而合。

### 捷克

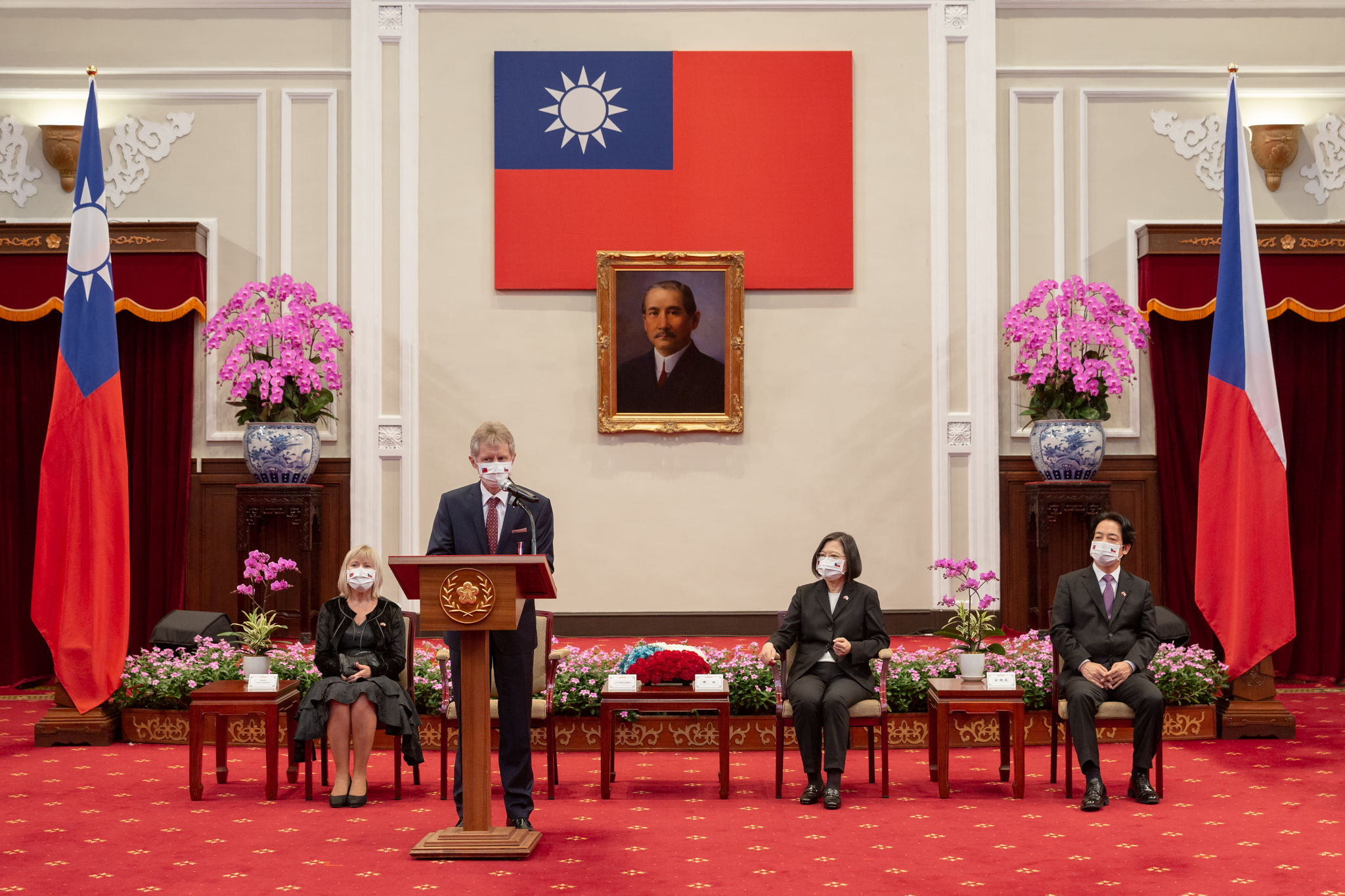
捷克參議院議長韋德齊於總統府替故參議長柯佳洛接受追贈特種大綬卿雲勳章並發表談話

捷克在親中派總統齊曼與其政治盟友安德烈·巴比斯領導的政府下，外交上曾於2013~2018年相當傾向俄罗斯與中國；然而2019年開始時任布拉格市長賀吉普因親近臺灣而遭到北京外交報復，加之捷克參議院議長柯佳洛的意外逝世揭露中國大使馆竟對捷克政治人物出言恐嚇，激起捷克國內的反中情緒，同時也將目光轉向聚焦於長年受北京威脅的臺灣。2020年，繼任的參議長韋德齊很快便決定完成柯佳落的訪台遺願，首次地率領近90人的訪團抵達臺灣訪問，史無前例公開表達對臺灣民主發展、無懼共产党威脅的支持；除了破天荒的在立法院發表演說之外，更仿前美国总统甘迺迪、以華語和捷克语喊出「我是臺灣人」，為後續兩國交往揭開序幕。
捷克政壇對台立場的轉變，促使捷克政府開始修正其外交方針。COVID-19疫情期間，原先配合齊曼總統親中路線的巴比斯內閣決定跟進鄰國捐贈疫苗給臺灣；而後2021年捷克大選，立場對中強硬的在野黨聯盟更是贏得多數席位並籌組成功政府，新任外長利帕夫斯基宣示新政府將更加重視人权等普世價值，表態民主國家應團結支持臺灣，並考慮不排除效仿立陶宛，為臺灣外交駐館正名。此際，立法院院長游錫堃決定率團回訪，捷克政府給予其一行警車開道與國會懸掛中華民國國旗等史無前例的禮遇；隨後外交部長吳釗燮也於10月訪問歐洲，並應邀在捷克國家科學院進行演講，公開呼籲民主國家支持臺灣、提防威權主義擴張，實質打破歐盟長年以來「一中政策」的限制。
2023年1月，立場親西方的前北約將領彼得·帕維爾當選捷克总统，其勝選後即與烏克蘭總統澤倫斯基及中華民國總統蔡英文致電通話、表達對乌克兰和臺灣的支持，是歐盟成員國首次與臺灣有元首層級的公開接觸，被視為是臺灣外交的重大突破；至此捷克官方全面傾向支持臺灣，不僅進一步拓展雙邊的經貿交流、甚至是安全合作，同時也響應了踏實外交「民主同盟」的精神。2023年3月，捷克众议院議長艾達莫娃高調率領逾150人的大型訪團搭乘該國空軍專機抵台；時值洪都拉斯在宣布與臺灣斷交之際，艾達莫娃再次呼籲自由民主國家之間應相互扶持，亦直言「捷克很樂意幫助臺灣，臺灣不是孤獨的」，被解讀為踏實外交的重要斬獲。

### 立陶宛

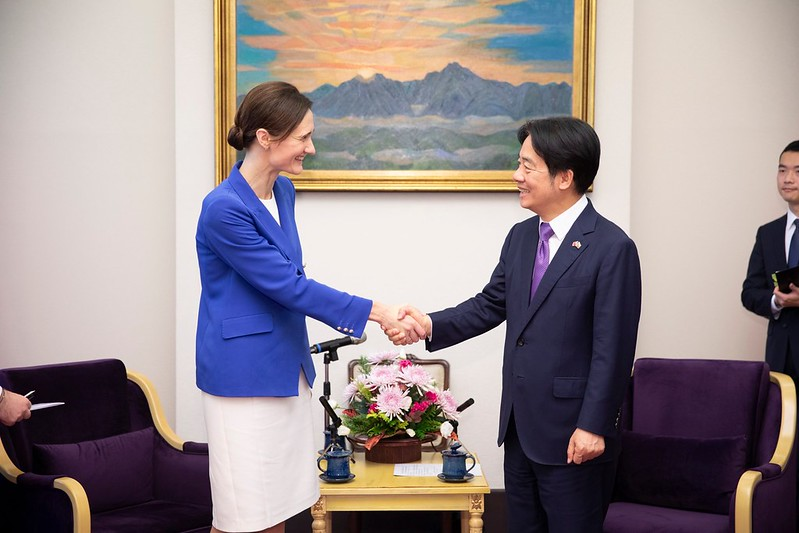
立陶宛國會議長希米莉特於2023年10月首次訪台，副總統賴清德在府內接見

立陶宛過去與臺灣的交流不深，雙方也未設立駐館；但其長年深受苏联壓迫的經驗，致使在2020年政黨輪替後的新政府意識到俄中兩個獨裁政權對其所造成的威脅，率先退出「17+1合作」的框架，並轉向與臺灣發展關係。2021年，立陶宛政府開始透過駐拉脫維亞臺北代表團與臺灣官方接觸，7月正式宣布兩國將互設代表處，並將允許中華民國政府以「臺灣」（英文則使用）為名設立代表處，開了臺灣於欧洲的先例。為此，立陶宛受到中華人民共和國政府的激烈報復，除了被迫關閉駐華大使館與召回大使外，中國也切斷中立間的貿易往來，甚至施壓德国商會將立陶宛剃除於其供应链之外；而「駐立陶宛台灣代表處」正式開設之後，國發會則是宣布將在立陶宛設立10億美元的半导体产业投資基金，是除了美国與日本之外，少數臺灣願意投注資金技術發展的國家。
立陶宛新政府在對俄罗斯和對中國方面展現出十分強硬的態度，即使招致報復也不曾退縮其捍衛民主與人权價值的立場。在立陶宛堅定與臺灣的深化交流之下，雙方迅速建立起次长級的對話機制，除了在半导体和農業等方面提升雙邊貿易量之外，立陶宛也以臺灣為據點，企圖拓展並多角化經營亚洲市場；蔡政府則是藉由立陶宛的歐盟成員國身分，藉機喚起其他國家對台的支持態度，抗衡北京日益嚴峻的國際打壓。

### 烏克蘭

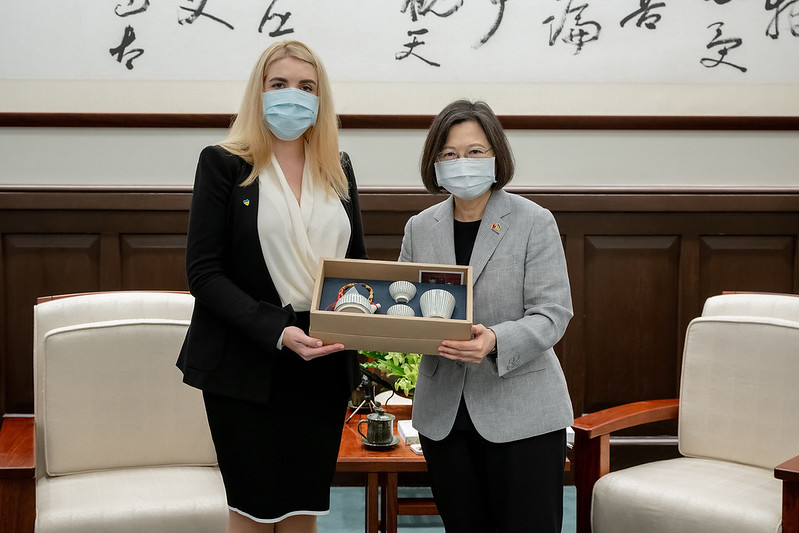
總統蔡英文接見首次到訪的烏克蘭國會議員魯季克

乌克兰自2000年代以來，歷屆政府均與中國維持相當熱絡的交流，因此與臺灣幾無交集。然而2022年俄羅斯入侵烏克蘭後，中華人民共和國政府的友俄態度致使烏中關係生變，烏克蘭國內也開始注意到北京入侵臺灣的意圖，臺烏兩國隨即在「民主同盟」的價值下展開國會外交與城市外交，烏克蘭國會於同年8月成立友台小組，基辅市长维塔利·克利奇科、哈爾科夫市長伊霍·切列科夫等地方層級的官員也首次與外交部長吳釗燮進行视频对话。不過，受到北京方面的施壓，原定於10月底訪台的國會議員訪團最終僅基拉·鲁季克一人抵台；先前持友台立場的執政黨籍議員梅列日科也響應烏克蘭總統澤倫斯基要求與北京合作以結束戰爭的立場，台烏交流因而受到擱置。

### 斯洛伐克
斯洛伐克與立陶宛同樣因2020年政黨輪替而迎來重視價值取向的新政府，雖然在對華方面並未表現出明顯牴觸的姿態，但卻有意與臺灣進一步深化雙邊關係。2021年7月，兩國異地簽署《刑事司法互助協議》，為臺灣與歐盟成員國的第二例；同年10月，外交部長吳釗燮出訪欧洲，斯洛伐克首次給予國賓禮遇，吳氏並發表演說呼籲民主國家團結合作、共抗威权；年底，斯國經濟部政務次長葛力克率一眾官員，搭乘漆有斯國國旗的行政專機抵台訪問及出席雙邊經濟諮商會議，除表達斯國支持歐盟與臺灣簽訂投資協定之意，也強調雙方是價值觀理念相近的國家，為斯洛伐克有史以來層級最高的官方訪問。
除了官方往來外，兩國國會外交也相當熱絡。2022年6月，斯洛伐克國會副議長勞倫契克率國會議員與布拉提斯拉瓦省省長等一行訪團抵台，除見證兩國簽署《民商事司法互助協議》之外，也再次表達了對於臺灣民主自由的支持。

### 歐洲議會

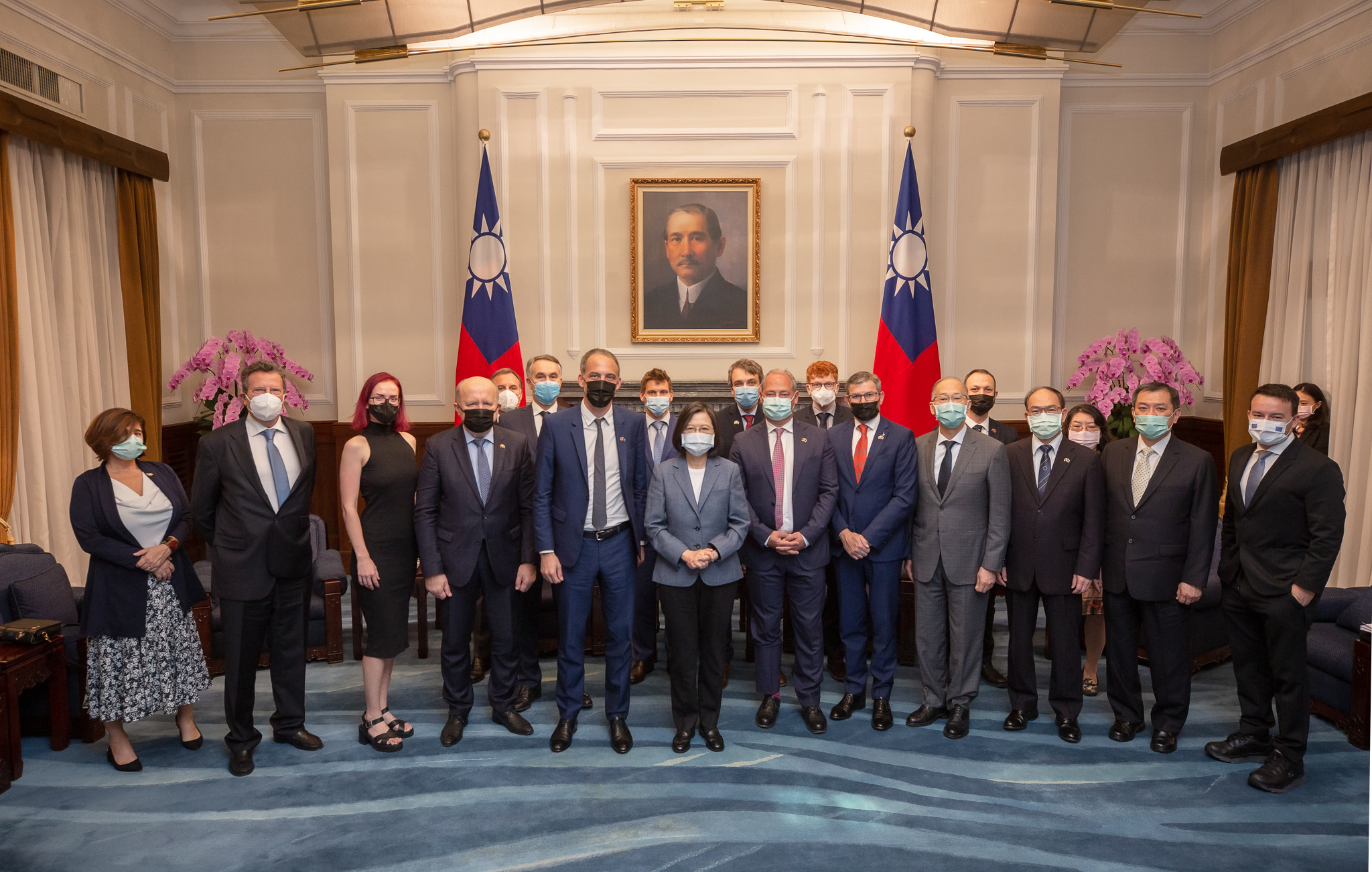
總統蔡英文接見歐洲議会「外國干預歐盟民主程序特別委員會」（INGE）訪問團合影

欧洲议会作為歐盟的立法机关，對台態度一直較行政部門來得友善，近年持續有歐洲議會議員訪問臺灣。在新冷戰的局勢形成後，歐洲議會開始強調與臺灣之間的共同價值觀，並力促歐盟加深與臺灣之間的聯繫，例如2021年首度通過《歐盟－台灣關係與合作》報告，建議歐洲經貿辦事處更名為「歐盟駐台辦事處」，也鼓勵歐盟與臺簽訂投資保障協議。年底，歐洲議會首次達成共識正式派出官方訪問團抵台考察，就防範假新聞議題與臺灣進行交流；2022年，副議長妮可拉·畢爾更是首次以官方身分造訪臺灣，再次強調歐洲堅定支持臺灣的民主發展。
2024年3月，副總統當選人蕭美琴首度訪問歐洲議會，由第一副議長奧特馬·卡拉斯代表接見，官方釋出的合照中並懸掛有中華民國國旗及歐洲旗，成為台歐關係再升級的重要突破。

### 其他
踏實外交除了上述成果外，也在許多國家收到效果。例如2017年日本駐台代表機構「日本交流協會」更名為「日本台灣交流協會」、2019年簽署的《臺波刑事司法合作協定》、2020年荷兰駐台代表機構「荷蘭貿易暨投資辦事處」更名為「荷蘭在台辦事處」，還有2021年起波羅的海三國、瑞典和科索沃、北馬其頓、羅馬尼亞國會議員等訪團的到訪，欧洲國家议会陸續通過友台決議，以及新開設的外交館處駐蒙特婁辦事處、駐米蘭辦事處和駐孟買辦事處等等。

## 政策延伸

### 口罩外交

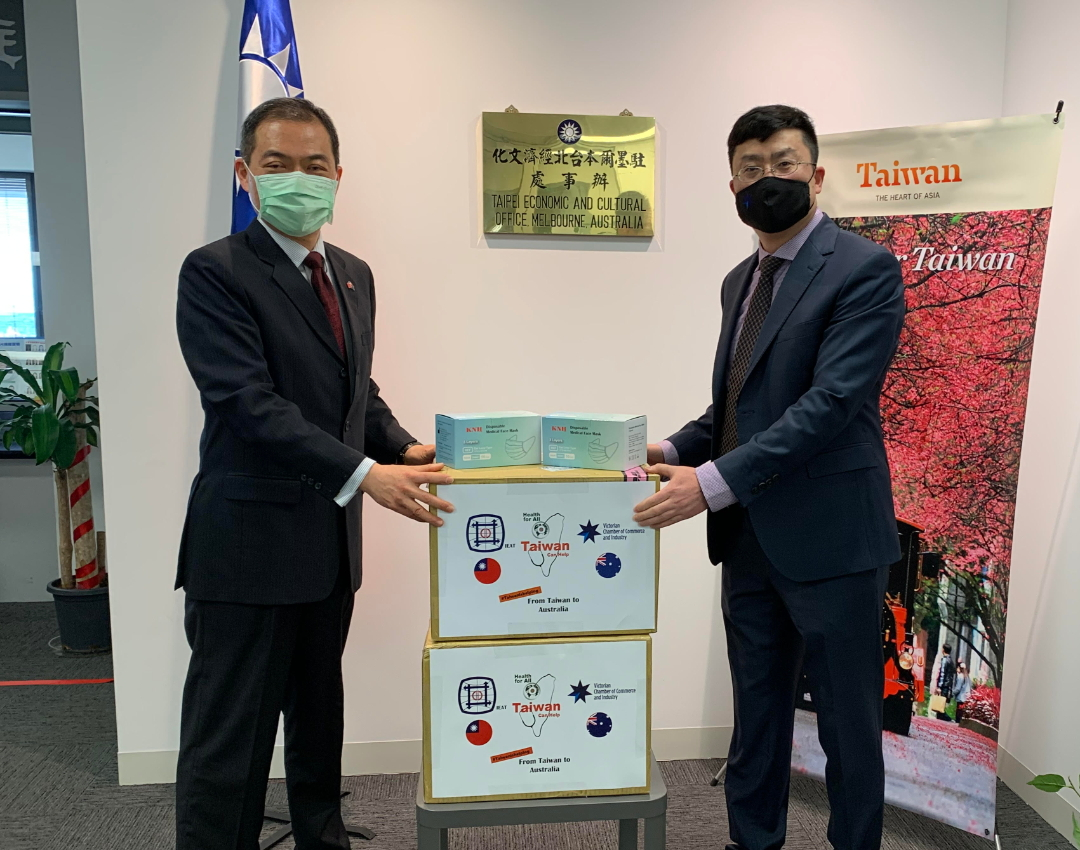
駐外館處將印有「Taiwan can help」宣傳語的防疫物資交給受贈國

2020年初COVID-19疫情自武漢傳播至世界各地後，原先的口罩最大生產國中國便暫時停止對外供給，導致歐亞各國口罩供不應求。臺灣在口罩國家隊的政策下，短短數月內即達到每週1,500萬片的生產量；政府並在評估國內用量充足後，將多餘存貨分批捐贈給他國，稱作口罩外交。與疫苗外交不同，口罩外交並不要求受贈國家答應一定的政治或經濟條件，僅有在抵達受贈國時力圖宣傳「Taiwan can help」的口號，以增加臺灣的國際能見度。第一批捐贈的口罩共有1,000萬片，受贈國家包括美国（200萬片）、歐盟（700萬片）和15個邦交國（100萬片）；後續則分批再捐贈給日本、南韓、東協及非洲國家等，援助物資除口罩之外也增加了防護服、呼吸机等等。
口罩外交的回饋則是體現在一年後。2021年中臺灣爆發本土疫情，彼時國內的高端疫苗尚處於實驗階段，國外疫苗到貨率又偏低，從而導致國內疫苗短缺。以當時的全球狀況而言，臺灣的疫情並不算嚴重；然而前一年的口罩外交之舉卻於此際收到回報，美国国务院將臺灣優先納入了首輪疫苗捐贈名單中，日本更是六度贈台疫苗，還有先前受贈口罩的立陶宛、斯洛伐克、捷克與波兰等欧洲國家也相繼捐贈疫苗給臺灣。

### 晶片外交
2020年初爆發的COVID-19疫情導致各國關閉邊境，造成全球物流受阻，許多產業供应链均受到延遲，當中晶片亦為短缺最嚴重的原料之一。先前西方國家並未意識到臺灣掌握全球半导体市場逾六成的問題，直到疫情期間車用晶片開始大量短缺；當時德國聯邦經濟暨能源部部長阿特邁爾公開致函經濟部部長王美花，要求臺灣政府協調台積電優先供貨給德國廠商。然而，德國政府稍後在面對媒體提問時卻表示對台政策未變，加之德国本身並不如美国、日本般對台重視，甚至在梅克爾領導下長年被視為親中國家，而招致輿論的強烈反彈。王美花對此則是順勢表態，希望襄助德國取得車晶片的同時，德方也能提供臺灣疫苗援助，當時被媒體稱作是「晶片外交」。
然而，在王美花提出條件後，「晶片外交」當時並無下文。原先的疫苗荒得到緩解後，輿論推估晶片外交轉而以洽簽臺歐投資協定等政治、經濟條件作為交換，尤其是在歐盟冀望台積電赴德設廠的背景之下，身為歐盟龍頭的德國是否將轉變外交方針，以換取臺灣的晶片技術，將是晶片外交的發展關鍵。

## 評論
反對意見
- 2020年中華民國總統選舉，中國國民黨總統候選人韓國瑜批評總統蔡英文上任3年半以來斷交7個國家，「所謂『踏實外交』，看起來就只是一個拿著大罐萬金油的辣台妹『踏死』了我們的外交而已」，他並指出面對外交與經濟雙重困境，蔡英文政府所謂的「踏實外交」其實是毫無實際作為的不實空話，沒有對策、沒有方向、沒有一點點對於自己的治國不力應有的慚愧與惶恐。[50]
- 2021年尼加拉瓜宣布與中華民國斷交，中國國民黨立法委員陳以信在Facebook發文批評蔡政府上任至今斷交8國、退出2国际组织（應為喪失观察员身份），踏實外交已變成「踏死外交」。[51]

贊成意見
- 2016年蔡英文的「英翔專案」出訪計畫，中國國民黨立法委員江啟臣在立法院表示，外交事務必須務實看待，他肯定蔡總統此次出訪的低調踏實路線。[52]